# Val Mara
Val Mara – miejscowość i gmina w południowej Szwajcarii, w kantonie Ticino, w okręgu (distretto) Lugano, siedziba administracyjna powiatu (circolo) Ceresio. Leży nad jeziorem Lago di Lugano. Powstała 10 kwietnia 2022 w wyniku połączenia gmin Maroggia, Melano i Rovio.

## Demografia
W Val Mara mieszkają 2992 osoby. W 2022 roku 29,7% populacji gminy stanowiły osoby urodzone poza Szwajcarią. 

## Transport
Przez teren gminy przebiegają autostrada A2 oraz droga główna nr 2.